# Elendil
Elendil je lik iz izmišljenog svijeta J.R.R. Tolkiena.
Elendil je rođen 3119. godine Drugog doba, sin je Amandila, zadnji gospodar Andunie koja se nalazi u Númenoru. Njegova loza potječe od Earendila i Elwing, ali nije dio kraljevske Numenorske loze. Nakon što je Sauron zaveo većinu Numenorejaca i okrenuo ih protiv Valara,  Elendil je postao vođa vjernih Numenorejaca koji su bili prijatelji s Valarima. Uspio je izbjeći potop Numenora te je sa sobom poveo svoje sinove Isildura i Anariona u Međuzemlje. Sa sobom su ponijeli palantire i mladicu Nimlotha, bijelog drveta Númenora. U Međuzemlju su 3320. Drugog doba osnovali Arnor na sjeveru i Gondor na jugu. Kada je stigao u Međuzemlje, Elendil je na kvendijskom izrekao: 
| “                      | Et Eärello Endorenna utúlien. Sinome maruvan ar Hildinyar tenn' Ambar-metta. | ” |
| —Autor, J.R.R. Tolkien |                                                                              |   |

,što znači "Dođoh iz velikog mora u Međuzemlje. Na ovom ću mjestu prebivati ja i moji nasljednici dok je svijeta i vijeka." Njegov nasljednik (nakon četrdeset generacija) Aragorn izrekao je iste riječi na svojoj krunidbi početkom Četvrtog doba. Elendil je živio u Annuminasu. S vremenom, Sauron se ponovno vratio u Mordor i 3428. godine napao je Minas Ithil. Isildur je pobjegao na sjever prema svome ocu dok je Anarion ostao u obrani Gondora. Godine 3434. Elendil i Gil-galad osnovali su Posljednji savez, savez Vilenjaka i Ljudi koji je napao Saurona. Sedam godina opsjedali su Barad-dur te je Sauron bio prisiljen izaći iz kule i oduprijeti se. Ubio je Gil-galada pa onda i Elendila, no Isildur je Sauronu osjekao prst i s njega uzeo Jedinstveni Prsten. 
Elendil je bio poznat kao snažan ratnik i mudar kralj, heroj među Dunedainima. Bio je općepoznat kao Elendil Visoki jer je bio za gotovo pola 'range' viši od čovječje visine, tj. visok 2,4 metra. Isildur je sagradio grob za svoga oca na vrhu Halifiriena i to se mjesto od tada počelo nazivati i Brdom strahopoštovanja. Aragorn je kao nasljednik Elendila obnovio Arnor i ujedinio ga s Gondorom.

## Vanjske poveznice
- Hrvatski Tolkien portal analiza prijevoda na hrvatski  Arhivirana inačica izvorne stranice od 5. ožujka 2016. (Wayback Machine)